# Diocesi di Hsinchu
La diocesi di Hsinchu (in latino: Dioecesis Hsinchuensis) è una sede della Chiesa cattolica a Taiwan suffraganea dell'arcidiocesi di Taipei. Nel 2021 contava 40.673  battezzati su 3.833.584 abitanti. È retta dal vescovo John Baptist Lee Keh-mien.

## Territorio
La diocesi comprende la special municipality di Taoyuan, la città di Hsinchu, e le contee di Hsinchu e Miaoli nella parte nord-occidentale dell'isola di Taiwan.
Sede vescovile è la città di Hsinchu, dove si trova la cattedrale del Cuore Immacolato di Maria.
Il territorio si estende su 4.750 km² ed è suddiviso in 74 parrocchie, raggruppate in 4 decanati.

## Storia
La diocesi è stata eretta il 21 marzo 1961 con la bolla In Taipehensi di papa Giovanni XXIII, ricavandone il territorio dall'arcidiocesi di Taipei.

## Cronotassi dei vescovi
Si omettono i periodi di sede vacante non superiori ai 2 anni o non storicamente accertati.
- Petrus Pao-Zin Tou † (21 marzo 1961 - 29 giugno 1983 dimesso)
- Lucas Liu Hsien-tang (29 giugno 1983 succeduto - 4 dicembre 2004 ritirato)
- James Liu Tan-kuei (4 dicembre 2004 - 30 maggio 2005 dimesso)
- John Baptist Lee Keh-mien, dal 6 aprile 2006

## Statistiche
La diocesi nel 2021 su una popolazione di 3.833.584 persone contava 40.673 battezzati, corrispondenti all'1,1% del totale.
| anno | popolazione | popolazione | popolazione | presbiteri | presbiteri | presbiteri | presbiteri                | diaconi | religiosi | religiosi | parrocchie |
| anno | battezzati  | totale      | %           | numero     | secolari   | regolari   | battezzati per presbitero | diaconi | uomini    | donne     | parrocchie |
| ---- | ----------- | ----------- | ----------- | ---------- | ---------- | ---------- | ------------------------- | ------- | --------- | --------- | ---------- |
| 1970 | 63.022      | 1.796.559   | 3,5         | 144        | 22         | 122        | 437                       |         | 140       | 213       | 85         |
| 1980 | 52.729      | 2.193.814   | 2,4         | 115        | 22         | 93         | 458                       |         | 110       | 182       | 83         |
| 1990 | 51.093      | 2.553.220   | 2,0         | 94         | 25         | 69         | 543                       |         | 86        | 167       | 84         |
| 1999 | 51.805      | 2.995.011   | 1,7         | 84         | 48         | 36         | 616                       |         | 41        | 171       | 82         |
| 2000 | 52.228      | 3.047.176   | 1,7         | 96         | 50         | 46         | 544                       |         | 53        | 174       | 82         |
| 2001 | 52.428      | 3.107.691   | 1,7         | 84         | 44         | 40         | 624                       |         | 43        | 165       | 82         |
| 2002 | 52.426      | 3.143.199   | 1,7         | 84         | 43         | 41         | 624                       |         | 44        | 186       | 82         |
| 2003 | 52.923      | 3.184.845   | 1,7         | 86         | 50         | 36         | 615                       |         | 41        | 176       | 82         |
| 2004 | 52.090      | 3.225.165   | 1,6         | 98         | 48         | 50         | 531                       |         | 52        | 172       | 82         |
| 2006 | 52.565      | 3.308.629   | 1,6         | 97         | 41         | 56         | 541                       |         | 61        | 161       | 82         |
| 2013 | 49.385      | 3.543.201   | 1,4         | 97         | 35         | 62         | 509                       |         | 69        | 178       | 82         |
| 2016 | 42.920      | 3.645.798   | 1,2         | 94         | 28         | 66         | 456                       |         | 70        | 169       | 75         |
| 2019 | 40.708      | 3.772.380   | 1,1         | 85         | 23         | 62         | 478                       |         | 62        | 180       | 74         |
| 2021 | 40.673      | 3.833.584   | 1,1         | 82         | 22         | 60         | 496                       |         | 60        | 187       | 74         |